# Valtatie 6

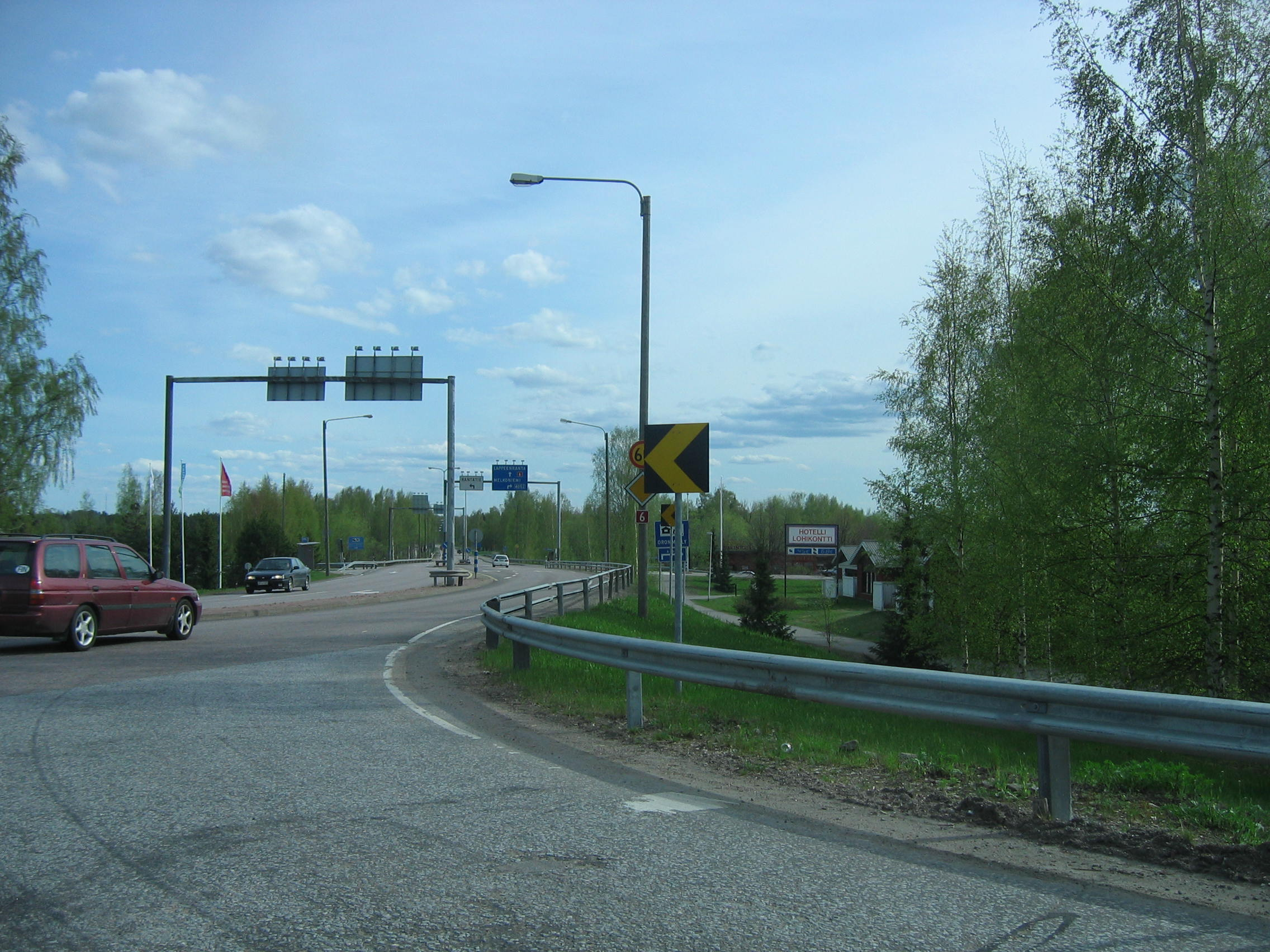
La Valtatie 6 nei pressi di Parikkala

La Valtatie 6 (in svedese Riksväg 6) è una strada statale finlandese. Ha inizio a Loviisa e si dirige verso nord, sfiorando il confine russo nei tratti centrali, dove si conclude dopo 604 km nei pressi di Kajaani.

## Percorso
La Valtatie 6 tocca i comuni di Lapinjärvi, Kouvola, Luumäki, Lappeenranta, Imatra, Ruokolahti, Rautjärvi, Parikkala, Kesälahti, Kitee, Tohmajärvi, Joensuu, Kontiolahti, Juuka, Nurmes, Valtimo e Sotkamo